# نماء أسنان الحيوانات
بناء أسنان الحيوانات بناء السن أو تكون السن (odontogenesis) هي العملية التي يتم بها تكون الأسنان ونموها في الفم. وتختلف هذه العملية بين أنواع الحيوانات.

## في الفقاريات
في ما يتعلق بالأسماك، فإن إنتاج جين هوكس ينظم الآليات الأولية لتكون السن.
من ناحية أخرى، نجد أسماك القرش تقوم بإنتاج أسنان جديدة بصورة مستمرة خلال فترة حياتها بطريقة مختلفة جذريا. تتركب أسنان القرش من مقاييس متغيرة بالقرب من اللسان وتتحرك للخارج على الفك على هيئة صفوف حتى انفصالهم بشكل نهائي. وتعرف هذه المقاييس بالخاصية السنية الجلدية وتعتبر الأسنان أعضاء متجانسة.
وأما في الثديات، فبصفة عامة، تتشابه عملية تكون الأسنان في الثديات الغير بشرية بتكون الأسنان البشرية. وتقع الاختلافات بينهما عادة في عدة جوانب، ومنها الشكل والعدد والوقت الزمني وأنواع الأسنان. في المقابل، بعض أسنان الثديات تتكون بطريقة مختلفة عنا.
في الفئران، يتطلب وجود إشارات WNT  لبدء عملية تكوين السن. تنمو أسنان الجرذان بشكل مستمر لتجبرهم على خلع أسنانهم عن طريق عض المواد المختلفة. إذا تم منع الجرذان من القيام بالنخر أو العض، فإن هذه الأسنان في النهاية ستقوم بثقب سقف الفم لديها. علاوة على ذلك، فإن قواطعها تتركب من نصفين اثنين وهما الجذر والتاج المتناظرين. يتركب الجزء الشفهي من المينا وهو يشبه التاج، أما الجزء اللساني فهو مكون من العاج ويشبه الجذر. ويختلف توزيع المينا في الجرذ عن ذلك الذي للقرود والكلاب والخنازير والبشر.
وفي أسنان الحصان، فإن طبقات المينا والعاج متشابكة مع بعضها البعض مما يزيد من قوتها ويقلل من معدل انفصالها وخلعها. وعلى غرار ما هو متعارف عليه، وهو أن أسنان الحصان لا تنمو بصورة كاملة، فإن السن الموجود يخرج من أسفل خط اللثة. وتتوقف عملية بزوغ الأسنان لدى الأحصنة مع بدايات الثلاثين من عمرها، إلا أن بعضها قد يستمر لفترة أطول. فيما تقع جذور الأسنان بشكل كامل من منتصف العقد الثالث وحتى نهايته.
أما في خراف البحر، فإن أضراس الفك السفلي تتكون بصور منفصلة عن الفك وهي تحاط بقشرة عظمية مفصولة بواسطة أنسجة ناعمة. وهذا ما يحدث كذلك في الأسنان المتعاقبة للفيلة التي تظهر لتستبدل ما تم خلعه.
كل الفصائل المنتمية للنوع الأنبوبي المحوري تفتقر إلى الأنياب والقواطع والمينا، في حين تنمو أضراسها بشكل مستمر من الجذر.

## في اللافقاريات
تعتبر الأسنان الحقيقية خاصية فريدة للفقاريات، رغم أن بعضا من اللافقاريات تمتلك تراكيب مماثلة لها تسمى «الأسنان». وتعتبر الملقوة التابعة لفصيلة الديدان واحدة من أبسط الكائنات الحاملة للجينوم الممثل للأسنان. وتمتلك الرخويات تركيبا يسمى المقلحة (radula) وهو يتكون من شريط من الأسنان الكيتينية. ومن جهة أخرى، فإنها تختلف عن أسنان الفقاريات في الجانب النسيجي والتكويني، حيث أنه من غير المحتمل تماثلهما. فعلى سبيل المثال، تنشأ الأسنان الفقارية من الحليمة السنية المشتقة من القمة العصبية لللحمة المتوسطة، وتعتبر القمة العصبية صفة خاصة بالفقاريات، كما هي الأنسجة المكونة للسن مثل المينا.